# Titanebo redneri
Titanebo redneri is een spinnensoort in de taxonomische indeling van de renspinnen (Philodromidae).
Het dier behoort tot het geslacht Titanebo. De wetenschappelijke naam van de soort werd voor het eerst geldig gepubliceerd in 1978 door Cokendolpher.